# 新東日本製糖
新東日本製糖株式会社（しんひがしにほんせいとう）は、砂糖の製造を行う製糖会社。

## 概要
三菱グループ系列の製糖会社として設立され、現在はDM三井製糖とウェルネオシュガー、大東製糖から出資をうけ、各社の砂糖の製造を行っている。
主要株主のディーツーモンドシュガーカンパニーは大東製糖とDM三井製糖が出資する持株会社である。

## 沿革
- 1971年1月 大日本製糖、明治製糖の2社（1996年7月に合併し大日本明治製糖）の精製糖の共同受託加工工場として東日本製糖株式会社を設立（大日本製糖、明治製糖、三菱商事、明商が出資）
- 2000年11月 日新製糖（現ウェルネオシュガー）が資本参加し大日本明治製糖（現ＤＭ三井製糖）との合弁会社となる
- 2001年1月 新東日本製糖株式会社に改称
- 2002年3月 大東製糖が資本参加し砂糖生産を受託